# O que arde
O que arde és una pel·lícula coproduïda per diversos països en llengua gallega l'any 2019, dirigida per Óliver Laxe. Va participar en la secció Un Certain Regard en el Festival Internacional de Cinema de Canes de 2019, on va guanyar el Premi del Jurat. La pel·lícula va competir en el Festival Internacional de Cinema de Mar del Plata, el festival de cinema més prestigiós de Llatinoamèrica, en què va guanyar l'Astor Daurat per la Millor Pel·lícula. S'ha subtitulat al català.

## Sinopsi
Ningú no espera l'Amador quan surt de la presó després de complir condemna per haver provocat un incendi. Torna a casa seva, una aldea perduda en les muntanyes de Lugo, on tornarà a conviure amb la seva mare, Benedicta, la seva gossa Luna i les seves tres vaques. Les seves vides transcorren al ritme assossegat de la natura, fins que tot canvia quan un foc violent travessa la zona.

## Repartiment
- Amador Arias Mon
- Benedicta Sánchez
- Inazio Brao
- Nuria Sotelo
- Rubén Gómez Coelho
- Iván Yáñez
- Luis Manuel Guerrero Sánchez

## Premis i nominacions
- Premis Gaudí de 2020:

| Categoria                 | Nominat/Guanyador | Resultat   |
| ------------------------- | ----------------- | ---------- |
| Millor fotografia         | Mauro Herce       | Guanyador  |
| Millor pel·lícula europea | O que arde        | Guanyadora |

- XXXIV Premis Goya:

| Categoria               | Nominat/Guanyador | Resultat   |
| ----------------------- | ----------------- | ---------- |
| Millor actriu revelació | Benedicta Sánchez | Guanyadora |
| Millor director         | Óliver Laxe       | Nominada   |
| Millor fotografia       | Mauro Herce       | Guanyadora |
| Millor pel·lícula       | O que arde        | Nominada   |